# Keri Lynn Pratt

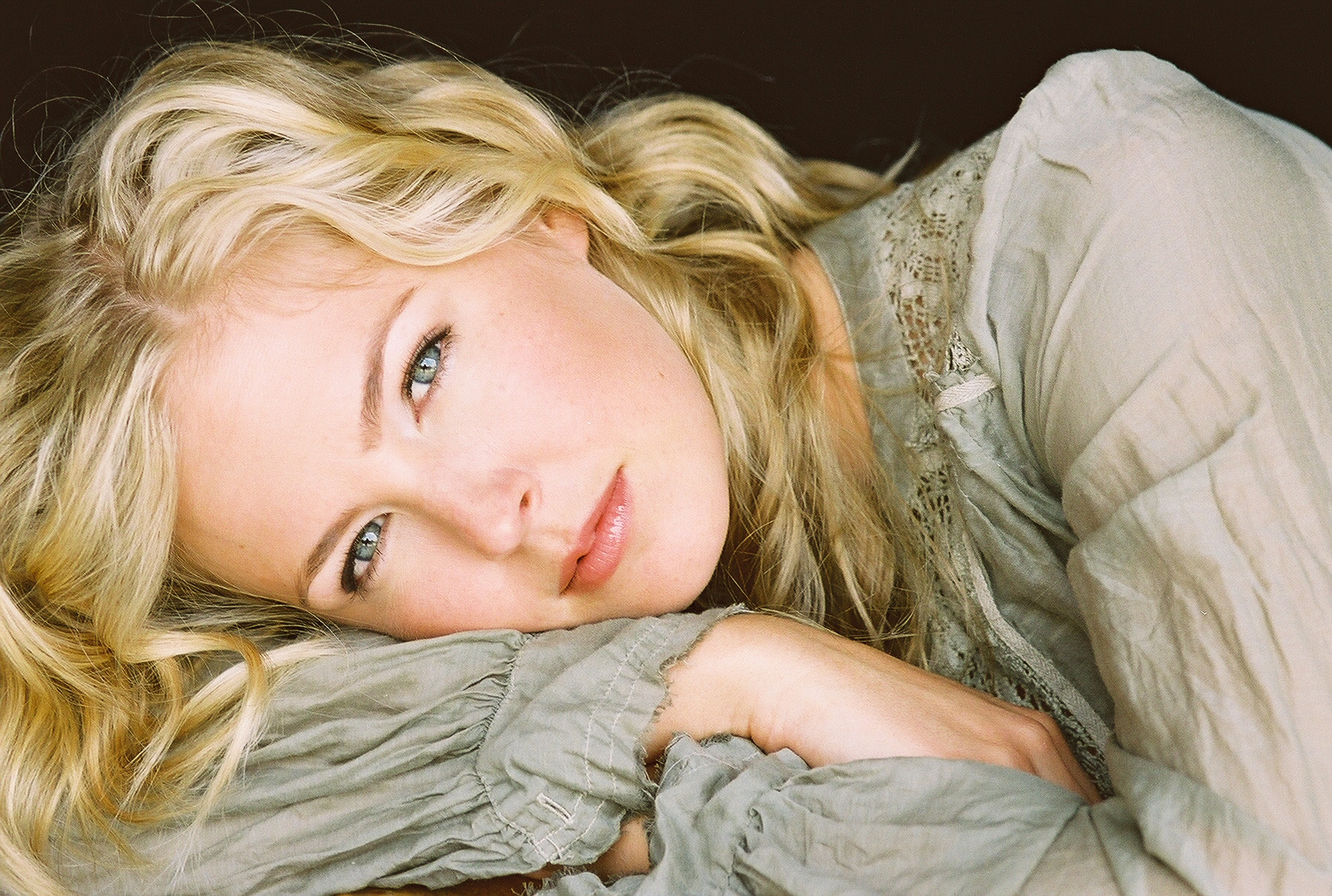
Keri Lynn Pratt

Keri Lynn Pratt (* 23. September 1978 in Concord, New Hampshire) ist eine US-amerikanische Schauspielerin.

## Leben
Im Jahr 1994 wurde Pratt zur „Miss Teen New Hampshire 1994“ gewählt. Sie absolvierte die Pinkerton-Akademie in Derry, New Hampshire, an der der amerikanische Dichter Robert Frost Englisch lehrte und Alan Shepard, der erste Amerikaner im Weltraum, unterrichtet.
Ihr Filmdebüt gab sie 1999 in der Jugendkomödie Drive Me Crazy neben Melissa Joan Hart in einer Nebenrolle als Dee Vine, woraufhin sie für eineinhalb Jahrzehnte an vielen Hollywood-Produktionen mitwirkte. 2000 spielte sie in deren Serie Sabrina – Total Verhext! in einer Folge mit. In der Sitcom Stacked (2005) spielte sie eine 17-jährige, obwohl sie zu dem Zeitpunkt bereits 27 Jahre alt war. Daneben spielte sie noch in vielen weiteren Fernsehserien mit, wie zum Beispiel Emergency Room – Die Notaufnahme, Crossing Jordan – Pathologin mit Profil, Dr. House und CSI: Den Tätern auf der Spur. Ihre bislang letzte Rolle vor der Kamera spielte sie 2014 in der Serie The Originals.

## Filmografie (Auswahl)

### Filme
- 1999: Drive Me Crazy
- 2000: Wirey Spindell
- 2000: The Smokers
- 2000: Eiskalte Engel 2 (Cruel Intentions 2)
- 2001: America’s Sweethearts (Leaf Weidmann)
- 2002: Dead Above Ground
- 2002: Class of ’06 (Fernsehfilm)
- 2002: They Shoot Divas, Don’t They? (Fernsehfilm)
- 2002: A Midsummer Night’s Rave
- 2004: Fat Albert
- 2005: Highschool News – Streng vertraulich! (Campus Confidential, Fernsehfilm)
- 2006: The Surfer King
- 2009: A Single Man
- 2009: I Hope They Serve Beer in Hell
- 2011: Bad Actress
- 2011: The Trouble with the Truth
- 2011: L.A. Love Story (Dorfman In Love)
- 2012: FDR: American Badass!
- 2012: Hell and Mr. Fudge

### Serien
- 2000: Sabrina – Total Verhext! (Sabrina, the Teenage Witch, eine Folge)
- 2000: Emergency Room – Die Notaufnahme (ER, eine Folge)
- 2001: Die wilden Siebziger (That ’70s Show, eine Folge)
- 2001: Going to California (eine Folge)
- 2001;2006: CSI: Den Tätern auf der Spur (CSI: Crime Scene Investigation, zwei Folgen)
- 2002: Meine Familie – Echt peinlich (Maybe It’s Me, eine Folge)
- 2003: The Pitts (eine Folge)
- 2003: Boston Public (eine Folge)
- 2003: Nip/Tuck – Schönheit hat ihren Preis (Nip/Tuck, eine Folge)
- 2003: Die himmlische Joan (Joan of Arcadia, eine Folge)
- 2004: Eine himmlische Familie (7th Heaven, zwei Folgen)
- 2004: The Help (sechs Folgen)
- 2004–2005: Jack & Bobby (18 Folgen)
- 2005: Law & Order: Special Victims Unit (eine Folge)
- 2005: Pamela Anderson in: Stacked (Stacked, eine Folge)
- 2006: Dr. House (House, eine Folge)
- 2006: Psych (eine Folge)
- 2006: Bones – Die Knochenjägerin (Bones, eine Folge)
- 2006: Brothers & Sisters (vier Folgen)
- 2006: Veronica Mars (zwei Folgen)
- 2007: Crossing Jordan – Pathologin mit Profil (Crossing Jordan, eine Folge)
- 2008: CSI: NY (eine Folge)
- 2008: Commuter Confidential (Fernsehserie)
- 2008: Criminal Minds (eine Folge)
- 2009: Life on Mars (eine Folge)
- 2009: Family Guy (eine Folge, Stimme)
- 2010: The Mentalist (eine Folge)
- 2010–2011: Smallville (vier Folgen)
- 2013–2014: The Originals: Awakening (Webserie, vier Folgen)
- 2014: The Originals (Fernsehserie, eine Folge)